# Восток (роман)
«Восток» — роман в жанре фэнтези американской писательницы Эдит Патту, впервые опубликован в 2003 году. Сюжет основан на норвежской народной сказке «К востоку от солнца и к западу от луны».

## Сюжет
Ольда, жена бывшего картографа Арни, вынужденного заняться фермерством, необычайно суеверна. Традиционное суеверие в её семье — убеждённость в том, что направление родов влияет на судьбу и характер ребёнка. Ольда решает родить детей на все основные направления компаса, кроме севера — особенно несчастливого направления.
Одна из семи родившихся детей, любимица матери, родившаяся на восток, рано умирает, и Ольда решает, что у неё будет другой «восточный» ребёнок взамен умершей Оливи. Однако обстоятельства складываются так, что маленькая Роуз рождается на север. Ольда напугана этим и скрывает это от младшей дочери всё время, пока та растёт.
Роуз становится трудолюбивой и доброй девушкой, но сильно склонной к авантюрам. Она несколько раз в детстве и ранней юности встречает на прогулках загадочного белого медведя, которого считает сказочным существом.
Ко времени пятнадцатилетия Роуз её семья скатывается почти в нищету, и их ферму продают другому землевладельцу. Более того, тяжело заболевает старшая сестра Роуз, Зара, тем самым затрудняя возможный переезд семьи на ферму добросердечного соседа.
Однажды вечером к убитым горем домочадцам заходит в дом говорящий белый медведь и просит отдать ему Роуз в обмен на будущее благополучие семьи и здоровье Зары. Роуз тем временем узнаёт, что она на самом деле — не «восточная» деловитая домоседка, а «северный» ребёнок, которому и положены приключения и рискованные похождения. Поэтому, несмотря на протесты любящих родных, Роуз соглашается уйти с медведем.
Медведь приводит её во Францию, в скрытый от простых людей замок, выдолбленный в горе. Там Роуз поселяется. Медведь вовсе не задирает её, напротив, разрешает ей делать, что она захочет, и даже навестить один раз родных. Именно когда Роуз приходит на месяц домой, Ольда даёт ей купленную у торговца амулетами негаснущую свечу, которая позволит Роуз в любой момент выследить медведя и узнать, кто же он такой.
Роуз это удаётся: медведь оказывается заколдованным юношей. Его заклятье спадает в тот момент, когда Роуз видит его лицо, но, так как срок действия чар оборвался, юношу должна забрать заколдовавшая его королева троллей. Так оно и происходит. Бывший медведь успевает сказать Роуз, что тролли живут в Нильфхейме, волшебной стране «к востоку от солнца и к западу от луны».
Девушка, успевшая в него влюбиться, проходит полный лишений путь до Нильфхейма. В этом ей помогают добрые сельчане, потомок викингов и эскимосская женщина-шаман. В Нильфхейме Роуз обнаруживает, что у её возлюбленного стёрли память о ней, и он собирается жениться на королеве троллей.
Однако Роуз, заручившись помощью молодого тролля Туки, возвращает воспоминания юноше-медведю, который оказался бывшим французским принцем Карлом. Королева троллей сжигает Туки за сотрудничество с «мягкокожими»-людьми, но от огня обрушивается и её собственный ледяной дворец.
Роуз со своим возлюбленным и людьми — рабами троллей — возвращается домой. Дома она узнаёт, что обещанное юношей-медведем благополучие действительно достигнуто: землевладелец Сорен не выгнал семью с фермы и стал помогать отцу Роуз в делах, а Зара поправилась и стала невестой Сорена.
Заканчивается роман, как многие сказки, свадьбами: Роуз и Карла, Зары и Сорена.

## Персонажи

### Семья Роуз
- Арни, фермер, вновь ставший картографом благодаря финансовой поддержке Сорена. Искусно рисует розы ветров для каждого из своих детей.
- Ольда, его жена, очень суеверная, но добрая и заботливая женщина. Дочь картографа Осбьёрна Лавранса, учителя Арни.

#### Дети Ольды и Арни (в порядке возрастания старшинства)
- Ориана (или Ниам) Роуз, главная героиня книги, родившаяся на север. Самая младшая в семье. С детства была охвачена жаждой приключений и исследований. Вышла замуж за принца Карла, выручив его из королевства троллей.
- Недди Вилфрид, её брат, родившийся на северо-запад. Преданный друг Роуз. Мечтал стать поэтом, но затем передумал.
- Виллем, их брат, родившийся на запад. Когда вся семья в конце книги переезжает в Тронхейм, Виллем остаётся на ферме.
- Зорда Венда, их сестра, родившаяся на юго-запад.
- Зара, их сестра, родившаяся на юг. В пору бедности тяжело болела, но, благодаря помощи Сорена, для неё удалось вызвать хорошего доктора. Поправившись, она вскоре влюбилась в Сорена и вышла за него замуж.
- Зёльда Орри, их сестра, родившаяся на юго-восток. В начале романа вышла замуж за кузнеца и уехала далеко от дома.
- Оливи, их сестра, родившаяся на восток, любимица Ольды, умершая в возрасте восьми лет. Была тихой и послушной, никогда не отличалась здоровьем.
- Нильс Отто, их брат, родившийся на северо-восток, старший ребёнок в семье. В начале романа уехал искать работу в Дании.

#### Дети Роуз
У Роуз было четверо детей. В эпилоге романа названы имена её первенца Туки и второго ребёнка Нины.

### Жители Франции
- Принц Карл Пьер Филипп, был превращён троллями в белого медведя. Сто пятьдесят лет находился под заклятьем. Влюбился в Роуз, едва избежал женитьбы на королеве троллей. Исторически был старшим братом Карла VII.
- Софи, молодая вдова, живущая с дочерью. Выхаживала заболевшую Роуз и помогла ей найти путь к Нильфхейму.
- Эстель, её маленькая дочь.
- Серж, брат Софи, помог Роуз найти корабль, плывущий на север.

### Жители Норвегии
- Гаральд Сорен, купивший ферму Арни. Помог Арни открыть производство карт. Женился на Заре.
- Могенс, его поверенный, расчётливый человек, желавший выселить семью Роуз с фермы.
- Торск, бедняк, вдовец, сосед семейства Роуз, сапожник.
- Вдова Озиг, сварливая и суеверная ткачиха. Роуз одалживала у неё ткацкий станок.
- Сиг Эверхарт, пьяница, видевший белого медведя и Роуз.

### Экипажи кораблей
- Контарини, жестокий капитан португальской каравеллы. Отказался взять Роуз на борт.
- Тор, потомок викингов, капитан маленького утлого судёнышка, пьяница. Потерял всю семью, с тех пор и запил.
- Гест, его матрос, рассказавший Арни и Сорену о местонахождении Роуз.
- Горан, его матрос, замкнутый и молчаливый, погиб во время бури.

### Эскимосы
- Мальмо, женщина-шаман, провела Роуз через Гренландию до самой границы Нильфхейма.
- Рекко, эскимоска, к которой очень привязался Тор.

### Тролли
- Королева троллей, злая и коварная красавица, влюбившаяся в принца Карла.
- Урда, её бывшая нянька.
- Туки, сын Урды, помогавший Роуз и за это убитый королевой троллей. В честь него Роуз назвала своего первенца.
- Симка, повариха королевы, вечно издевавшаяся над Роуз.
- Сикрам Ралатт, выдававший себя за торговца амулетами в деревушке Андальсины. У него Ольда купила негаснущую свечку.

## Оценка романа
Роман «Восток» получил положительные отзывы от критиков, а также следующие премии:
- 2008 Номинация на Rebecca Caudill Young Reader’s Book Award
- 2007 Номинация на Wales Bay Book Award
- 2006/2007 Номинация на Florida Association for Media in Education Florida Teen Reads
- 2006 Премия International Reading Association Young Reader’s Choice
- 2006 Номинация на Pacific Northwest Library Association YRCA
- 2006 Премия Nebraska’s Children’s Choice Golden Sower Award Honor Book, Young Adult category
- 2006 Номинация на Edmonton, Canada Public Libraries Young Reader’s Choice
- 2005/2006 Номинация на Ottakar’s Children’s Book Prize
- 2005/2006 Номинация на South Carolina Young Adult Book Award
- 2005 Попадание в список 100 Best of the Best Young Adult Books for the 21st Century
- 2005 Номинация на Georgia Peach Book Award
- 2004/2005 Премия Children’s Literature Association of Utah Beehive
- 2004/2005 Номинация на Pennsylvania Young Reader’s Choice Award
- 2004 Премия Ohioana Book — Juvenile Literature
- 2004 Премия American Library Association Notable Children’s Book
- 2004 Премия Young Adult Library Association Top Ten Books for Young Adults
- 2004 Премия Junior Library Guild Selection
- 2004 Премия Michigan Library Association Thumbs Up! Honor Book
- 2004 Премия School Library Journal Top Ten Young Adult Book
- 2004 Попадание в список New York Public Library Best Books for the Teen Age
- 2003 Премия Independent Booksellers Book Sense 76[2]

 Эдит Патту, подобно искусному алхимику, сплавляет миф и реальность, и её волшебный мир влечёт нас, как таинственная сокровищница. — School Library Journal